# Coenotephria saxicolata
Coenotephria saxicolata là một loài bướm đêm trong họ Geometridae.